# Sphedanus quadrimaculatus
Espèce
Synonymes
- Eurychoera quadrimaculata Thorell, 1897

Sphedanus quadrimaculatus est une espèce d'araignées aranéomorphes de la famille des Pisauridae.

## Distribution
Cette espèce est endémique de Singapour.
Sa présence est incertaine en Malaisie.

## Description
La femelle holotype mesure 7 mm.

## Systématique et taxinomie
Cette espèce a été décrite sous le protonyme Eurychoera quadrimaculata par Thorell en 1897. Elle est placée dans le genre Sphedanus par Jäger en 2011.

## Publication originale
- Thorell, 1897 : « Araneae paucae Asiae australis. » Bihang till Kungliga Svenska Vetenskaps-Akademiens Handlingar, vol. 22, vol. 6, p. 1-36.